# Municipio de La Compañía
El Municipio de La Compañía es uno de los 570 municipios en que se encuentra dividido el estado mexicano de Oaxaca, localizada en el centro-sur de la entidad y su cabecera es la población de La Compañía.

## Geografía
El municipio de La Compañía se encuentra localizado en la zona centro-sur del estado, en el extremo sur los valles centrales de Oaxaca y las primeras estribaciones de la Sierra Madre del Sur, forma parte de la Región Valles Centrales y del Distrito de Ejutla, su extensión territorial es de 93.13 kilómetros que equivalen al 0.1% del territorio estatal, sus coordenadas geográficas extremas son 16° 31' - 16° 39' de latitud norte y 96° 46' - 96° 56' de longitud oeste; al localizarse en la transición entre los valles y la sierra su altitud varía desde los 1300 hasta los 2300 metros sobre el nivel del mar.
Limita al extremo noroeste con el municipio de Villa Sola de Vega, al norte con el municipio de Ayoquezco de Aldama, el municipio de San Andrés Zabache, el municipio de San Martín Lachilá y el municipio de Heroica Ciudad de Ejutla de Crespo, al noreste limita con el municipio de La Pe y al este nuevamente con el de Ejutla de Crespo, al sur sus límites corresponden al municipio de San Agustín Amatengo y al municipio de San Francisco Sola, finalmente limita al oeste con el municipio de San Ildefonso Sola.

### Orografía e hidrografía
El municipio se encuentra enclavado entre los valles centrales y la Sierra Madre del Sur, por lo que existen los dos tipo de terreno en su territorio, el tercio este del municipio es principalmente plano, mientras que las principales elevaciones se encuentran en la zona central y oeste, el cerro El Chapulín en el centro del territorio es su mayor elevación.
La principal corriente del municipio es el río Atoyac, que ingresa por el centro del territorio en sentido norte-sur atravesándolo y luego torciendo bruscamente hacia el este en torno al cerro El Chapulín y señalando en ese punto el límite municipal con San Agustín Amatengo, continúa hacia el oeste cruzando a la cabecera municipal, La Compañía y al salir de la población vuelve a torcer hacia el sur, en ese punto recibe como tributarios a las otras dos corrientes notables del municipio, el río Prieto que proviene del norte tras recorrer la zona de valles del municipio, y el río Ejutla, que desde el este proviene del municipio del mismo nombre; en la zona oeste del municipio también se localiza el río Serrano, que desciende de las montañas y es también tributario del Atoyac. La totalidad del municipio se encuentra en la Región hidrológica Costa Chica-río Verde y la Cuenca del río Atoyac.

## Demografía
De acuerdo con los resultados del Censo de Población y Vivienda de 2010 realizado por el Instituto Nacional de Estadística y Geografía la población total del municipio de La Compañía es de 3 302 habitantes, de los que 1 557 son hombres y 1 745 son mujeres.

### Localidades
En el municipio de Villa Sola de Vega se localizan 12 localidades, las principales y su población en 2010 se enlistan a continuación:
| Localidad       | Población |
| Total Municipio | 3302      |
| Agua del Espino | 1097      |
| La Compañía     | 667       |
| Río de Ejutla   | 348       |
| La Labor        | 269       |

## Política
El municipio de La Compañía es uno de los 418 municipios oaxaqueños que para la elección de sus autoridades se rige por el principio denominado usos y costumbres, es decir, en ellos no opera el sistema de elección mediante partidos políticos que funciona en todos los restantes municipios de México, como un medio para preservar y proteger las costumbres y cultura del lugar. El periodo constitucional comienza el día 1 de enero del año siguiente a su elección. y el Ayuntamiento se integra por el presidente municipal, un Síndico y un cabildo formado por tres regidores.

### Subdivisión administrativa
El municipio de divide en siete agencias municipales: Agua del Espino, La Labor, La Y, Agua Blanca, La Chopa, Los Pitillos y Río de Ejutla; y una congregación: El Vado.

### Representación legislativa
Para la elección de diputados locales al Congreso de Oaxaca y de diputados federales a la Cámara de Diputados federal, La Compañía se encuentra integrado en los siguientes distritos electorales:
Local:
- X Distrito Electoral Local de Oaxaca con cabecera en Ejutla de Crespo.[8]

Federal:
- Distrito electoral federal 9 de Oaxaca con cabecera en Santa Lucía del Camino.[9]

### Presidentes municipales
- (1999 - 2001): Beltrán Guzmán Monroy
- (2002 - 2004): José Mijangos
- (2005 - 2007): Esteban Ramírez Rodríguez
- (2008 - 2010): Rodrigo Jarquin
- (2011 - 2013): Saúl Herrera Ramírez